# 13 Brygada Zmechanizowana
13 Brygada Zmechanizowana im. gen. broni Józefa Hallera (13 BZ) – dawny związek taktyczny wojsk zmechanizowanych Sił Zbrojnych RP.

## Formowanie i zmiany organizacyjne
W 1995, w garnizonie Czarne, na bazie części pododdziałów  6 Pułku Zmechanizowanego sformowana została 13 Brygada Zmechanizowana.
Brygada wchodziła w skład 2 Pomorskiej Dywizji Zmechanizowanej. Kultywowała tradycje 13 Dywizji Piechoty okresu II RP.
W związku z rozwiązaniem 2 Dywizji Zmechanizowanej do 31 grudnia 1998 brygada została rozformowana, a jej sztandar przekazano  do Muzeum Wojska Polskiego w Warszawie.

## Struktura organizacyjna
- dowództwo i sztab
- batalion dowodzenia
- 3 bataliony zmechanizowane
- batalion czołgów
- batalion piechoty zmotoryzowanej
- dywizjon artylerii samobieżnej
- dywizjon artylerii przeciwpancernej
- dywizjon artylerii przeciwlotniczej
- kompania rozpoznawcza
- kompania saperów
- kompania zaopatrzenia
- kompania remontowa
- kompania medyczna

## Uzbrojenie
- bojowe wozy piechoty BWP-1
- czołgi  T-72
- haubice samobieżne 2S1 Goździk
- armaty przeciwlotnicze ZU-23-2
- opancerzone samochody rozpoznawcze BRDM-2

## Dowódcy
- płk dypl. Antoni Słomiński